# Halba (Stadt)
Halba (arabisch حلبا, DMG Ḥalbā) ist eine Kleinstadt im Norden des Libanon nahe der Grenze zu Syrien.

## Geschichte
Alte Höhlengräber weisen auf die lange Geschichte des Orts hin. 2008 kamen 14 Menschen bei Unruhen im Ort ums Leben. Seit 2014 ist Halba Verwaltungssitz des neu gegründeten Gouvernements Akkar. Mit Unterstützung von UKAid wurde 2016 ein neuer Markt in Halba errichtet.